# Oudler

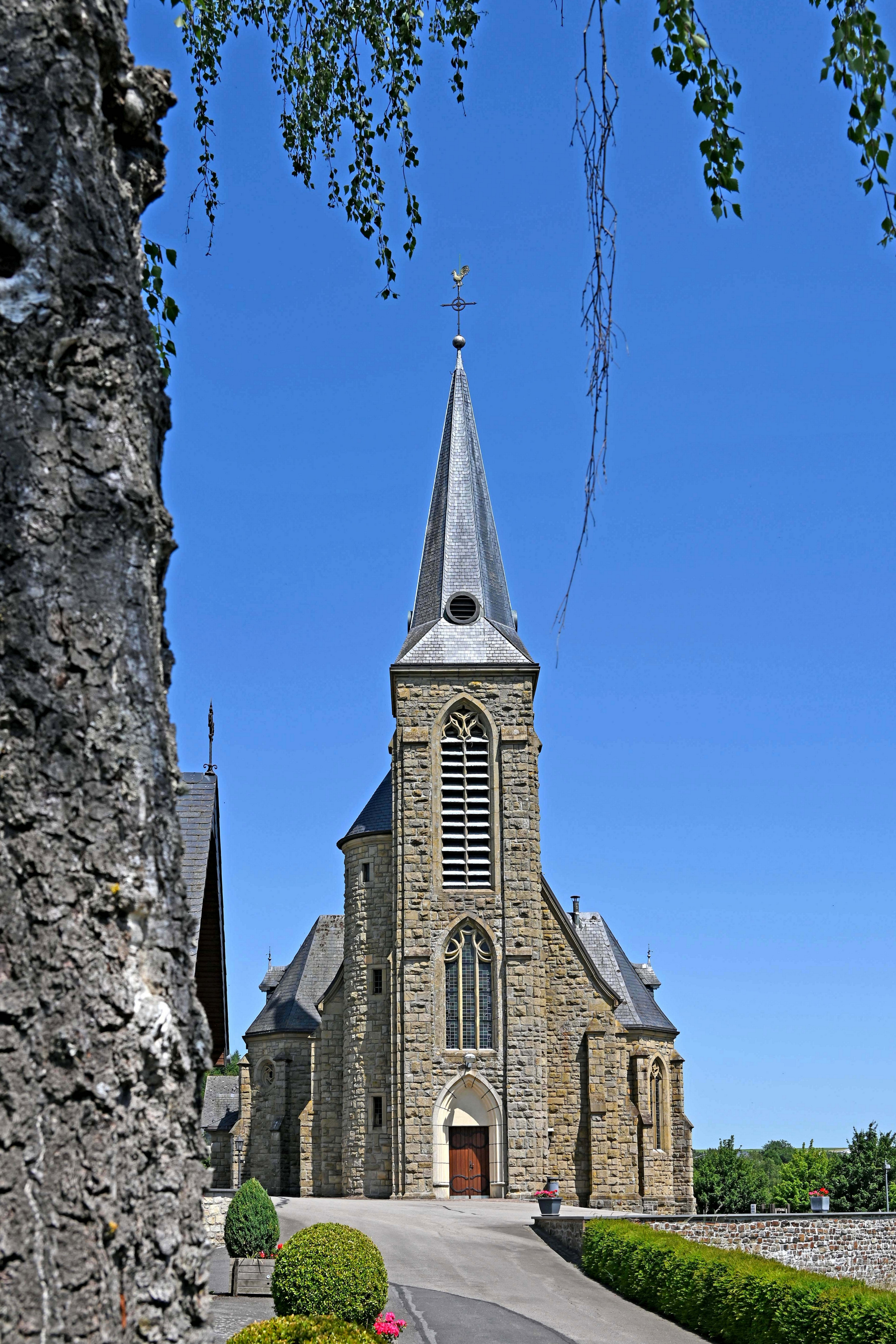
Dreikönigskirche (Oudler), Westfassade

Oudler ist ein Dorf in der belgischen Eifel mit 418 Einwohnern, das zur Gemeinde Burg-Reuland in der Deutschsprachigen Gemeinschaft gehört.
Oudler ist der bevölkerungsreichste Ortsteil der Gemeinde und wichtiger Verkehrsknotenpunkt.

## Geschichte
Die Ersterwähnung Oudlers geht auf das 5. Jahrhundert zurück – und so mit der Christianisierung des Gebietes einher. Der Ursprung des Dorfnamens kann als Zusammenschluss der Endung -ler bzw. -lar, was so viel wie Wohnstätte/Feuerstätte bedeutet, und der Vorsilbe für „urbar gemachtes Land“ verstanden werden. Demnach siedelten sich die ersten Bewohner nach dem so genannten Urbarmachen des Waldgebietes in Oudler an.
Die Herrschaftshäuser aus Burg-Reuland und Thommen verfügten zwar über ein größeres Renommee, doch gilt Oudler als zentrale Ortschaft und Verkehrsknotenpunkt. 814 nach Christus wurde Oudler erstmals urkundlich als zugehörige Ortschaft der Mutterkirche in Thommen erwähnt.
Im 13. und 14. Jahrhundert wurde Oudler vom „Schwarzen Tod“ heimgesucht. Die Bevölkerung wurde arg dezimiert. Dies verdeutlicht vor allem die Tatsache, dass Oudler im Jahre 1495 lediglich sieben Feuerstätten aufwies. Die Bedeutung der Ortschaft wird auch durch das Weistum des Hofes Thommen skizziert, das 1555 in Oudler unterzeichnet wurde. Es handelte sich um die damalige Gesetzgebung des Herrschaftshauses der Herren von Pallandt.
Im 16. und 17. Jahrhundert herrschen Not und Elend, Epidemien breiten sich aus und Fremdbesatzungen aus Spanien, den Niederlanden, Österreich und später Frankreich drangsalieren die Bevölkerung. Hinzu gesellen sich auch die gefürchteten Lokalfürsten, die ihre Macht ausspielen und das Volk ebenfalls unterdrücken. Als Dreh- und Angelpunkt kann die Dorfkirche bezeichnet werden, die förmlich über dem Dorf thront.

### Mystisches, Sagenumwobenes und Unerklärliches
Das Tempelkloster wurde durch namhafte Historiker mehrmals erwähnt. Hierbei handelt es sich wahrscheinlich um eine Art Kloster oder sogar römisches Gut. Die Außenmauern wurden von den Historikern Bormann und Hintzen bereits Ende des 19. Jahrhunderts begutachtet. So wurde damals ein Teil einer Außentür mit diversen Scharnieren genau beschrieben. Die Fundamente sind im Erdreich verschwunden, so dass nur Ausgrabungen Genaueres ans Tageslicht bringen könnten.
Der Deivelspetz ist der legendäre Brunnenschacht dieses Tempelklosters. Aufgrund der Lage muss dieser Brunnen ziemlich tief gewesen sein, um Grundwasser zu scheffeln. Die Bewohner versenkten hier aus Angst vor Plünderung die schwere Klosterglocke. Noch heute – so berichtet der Volksmund – kann man bei Unwettern und Gefahr im Anzug die Glocke läuten hören. Die Tiefe erklärt auch den Ursprung des Namens: so tief kann doch eigentlich nur der Teufel hausen!
In den Zeiten der Französischen Revolution hatten es die Geistlichen aller Orten sehr schwer. Messen durften nur im stillen Kämmerlein abgehalten werden, während der Pfarrer den Eid auf die Republik schwören musste. Zwischen der Kapelle, die im Jahre 1705 vom damaligen Bischof Joseph Clemens von Bayern feierlich eröffnet wurde, und der Postmeisterstation im Hause Macquet wurde daraufhin ein so genannter Geheimgang gegraben. So konnte der Pfarrer die Messfeier in der Kapelle zelebrieren und unerkannt beim Anmarsch der französischen Besatzer durch den Tunnel verschwinden. Dieser Tunnel wurde durch die Straßenbaumaßnahmen in den 60er Jahren zerstört. Die Eingänge sind aber noch heute in den beiden Häusern erkennbar.
Nach diesen schlechten und vor allem unsicheren Zeiten des Mittelalters beginnt mit der Industriellen Revolution und dem Beginn der Neuzeit auch eine bessere Zeit für Oudler und seine Bevölkerung. Vor allem der wirtschaftliche Aufschwung macht sich bemerkbar und die Einwohner kommen allmählich in den Genuss eines leichten Wohlstandes.
Auch der Zweite Weltkrieg ging nicht spurlos an Oudler vorbei. So beklagte man zahlreiche Zivilopfer und die Zerstörungen von Gebäuden, vor allem die der Brücke am Born.
Die damalige Dorfbevölkerung verdingte sich vornehmlich in kleinen privaten häuslichen Landwirtschaften; hinzu kamen sage und schreibe zwei dorfeigene Molkereien, Sägereibetriebe, sowie eine Korn- und eine Öl- und Schneidemühle.
In Oudler kam es während der beiden Weltkriege darüber hinaus zu einem Molkereistreit; das Dorf zeigte sich bei der Milchabgabe unentschlossen, so dass das „weiße Gold der Bauern“ in zwei Molkereien weiterverarbeitet werden musste.
In diesem Zusammenhang ist vor allem der Bau der Eisenbahnstrecke Ulflingen–Sankt Vith–Gerolstein zu erwähnen. Der Bahnhof in Oudler war einer der Hauptumschlagplätze für Baumaterialien, Tierfutter und dergleichen in der Eifel.
Um die Jahrhundertwende galt Oudler aufgrund seiner idealen zentralen Lage auch als wichtigste Poststation der Gegend. In Oudler liefen viele Fäden zusammen, so dass die Postmeisterei im Hause Macquet auch einen entsprechenden Ruf genoss.

### Pfarrkirche
Im Jahre 1705 erteilt der damalige Bischof Joseph Clemens von Bayern der Ortschaft Oudler die Erlaubnis eine Dorfkapelle zu errichten. 1904 errichtete die Pfarre Thommen in Oudler ein so genanntes Pfarrhaus.  Hier wohnte zunächst der Vikar von Thommen, der auch für die Kirchendienste in der Kapelle in Oudler verantwortlich zeichnete.
In diesen Jahren kam mit Pfarrer Schoenemaekers ein äußerst dynamischer Priester nach Oudler, der gleich um die kirchliche Autonomie bemüht war und seine Gemeinde zur Pfarre erhoben sehen wollte.
Im Jahre 1923 konkretisierte der damalige Vikar und spätere Dorfpfarrer Schoenemaekers, nachdem die eigenständige Pfarre vom Bistum akzeptiert wurde, sein ehrgeiziges Kirchenbauprojekt. Durch seinen Tatendrang und sein dynamisches Auftreten meisterte dieser vorbildliche Kirchenmann sogar schwierigste administrative Hürden. So wurde der Kirchenbau größtenteils durch Spenden aus der niederländischen Heimat von Pfarrer Schoenmaekers finanziert.  1924 schließlich wurde die Pfarrkirche in Oudler ihrer Bestimmung übergeben und eingeweiht.

## Verkehrsproblematik
Seit Jahrzehnten hat Oudler wegen der durch den Ort verlaufenden Nationalstraße 62 ein enormes Verkehrsproblem. Aus diesem Grund ist eine Umgehungsstraße geplant, die von Sankt Vith her schnelleren Zugang zu der im luxemburgischen Norden liegenden Wirtschaftsregion schaffen soll.

## Ländliche Entwicklung
Im Rahmen der Projekte zur ländlichen Entwicklung wurde 2009 der Dorfplatz in Oudler neu gestaltet. Die Kosten von 542.000 Euro wurden zu 80 % von der Wallonischen Region übernommen, die restlichen  20 % entrichtete die Gemeinde. Weitere Projekte der Zukunft sind die Verkehrsberuhigung im Dorfzentrum, eventuell parallel zum Bau der angedachten Umgehungsstraße N62, der Bau eines Dorfsaals oder einer Sport- und Kulturhalle sowie die Festlegung von neuen Straßennamen und -Nummern.

## Tourismus und Naherholung

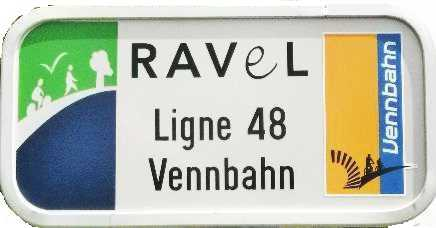
Vennbahnradweg auf der ehemaligen Vennbahntrasse

Mit Rückbau der Eisenbahnstrecke wurde zeitgleich der überregional bekannte Fernrad- und Wanderweg Vennbahn (Radweg) gebaut, der im RAVeL-Netz eingebunden und nun Aachen mit Ulflingen verbindet und auch durch Oudler führt.